# Мануйлов, Василий Иванович
Василий Иванович Мануйлов (1925—1943) — Гвардии красноармеец Рабоче-крестьянской Красной Армии, участник Великой Отечественной войны, Герой Советского Союза (1943).

## Биография
Василий Мануйлов родился в 1925 году в селе Змеиногорск (ныне — город в Алтайском крае). Окончил семь классов школы. В 1943 году Мануйлов был призван на службу в Рабоче-крестьянскую Красную Армию. С августа того же года — на фронтах Великой Отечественной войны, был наводчиком станкового пулемёта 25-го гвардейского стрелкового полка 6-й гвардейской стрелковой дивизии 13-й армии Центрального фронта. Отличился во время битвы за Днепр.
В ночь с 22 на 23 сентября 1943 года Мануйлов первым в своём полку переправился через Днепр в районе села Теремцы Иванковского района Киевской области Украинской ССР и принял активное участие в боях за захват и удержание плацдарма на его западном берегу. 26 сентября 1943 года Мануйлов, участвуя в форсировании Припяти в районе села Плютовище Чернобыльского района, огнём своего пулемёта подавил огневые точки противника, что способствовало успешной переправе основных сил.
Указом Президиума Верховного Совета СССР от 16 октября 1943 года за «отвагу и героизм, проявленные при форсировании Днепра и Припяти» красноармеец Василий Мануйлов был удостоен высокого звания Героя Советского Союза. Орден Ленина и медаль «Золотая Звезда» он получить не успел, так как в декабре того же года пропал без вести в боях на территории Житомирской области Украинской ССР.
Был также награждён медалью «За отвагу».